# Pectenocypris micromysticetus
Pectenocypris micromysticetus es una especie de peces de la familia de los
Cyprinidae en el orden de los Cypriniformes.

## Hábitat
Es un pez de agua dulce y de clima tropical.

## Distribución geográfica
Se encuentran en Sumatra.